# Vournikás
Vournikás är en ort i Grekland.   Den ligger i prefekturen Lefkas och regionen Joniska öarna, i den västra delen av landet, 280 km väster om huvudstaden Aten. Vournikás ligger 618 meter över havet och antalet invånare är 154. Den ligger på ön Lefkas.
Terrängen runt Vournikás är lite bergig.  Närmaste större samhälle är Lefkáda, 18,5 km norr om Vournikás. 